# Orenburgi járás
Az Orenburgi járás (oroszul Оренбу́ргский райо́н) Oroszország egyik járása az Orenburgi területen. Székhelye Orenburg.

## Népesség
- 1989-ben 58 882 lakosa volt.
- 2002-ben 65 130 lakosa volt.
- 2010-ben 74 404 lakosa volt, melyből 56 092 orosz, 8 621 kazah, 3 443 tatár, 1 730 ukrán, 684 örmény, 639 baskír, 514 mordvin, 431 német, 222 csuvas, 198 azeri, 192 koreai, 184 fehérorosz, 164 üzbég, 150 tadzsik, 113 dargin.